# Gauliga Westfalen 1938/39
De Gauliga Westfalen 1938/39 was het zesde voetbalkampioenschap van de Gauliga Westfalen. Schalke 04 werd kampioen en plaatste zich voor de eindronde om de Duitse landstitel. De club werd groepswinnaar en plaatste zich voor de halve finale, waar de club Dresdner SC versloeg. In de finale won de club van SK Admira Wien met 9:0.

## Eindstand
| Plaats | Club                    | Wed. | W  | G | V  | Saldo | Ptn.  |
| ------ | ----------------------- | ---- | -- | - | -- | ----- | ----- |
| 1.     | FC Schalke 04           | 18   | 13 | 5 | 0  | 51:12 | 31:50 |
| 2.     | VfL Bochum              | 18   | 9  | 6 | 3  | 39:13 | 24:12 |
| 3.     | BV Borussia 09 Dortmund | 18   | 7  | 6 | 5  | 46:40 | 20:16 |
| 4.     | SC Westfalia 04 Herne   | 18   | 8  | 3 | 7  | 26:24 | 19:17 |
| 5.     | SpVgg Röhlinghausen     | 18   | 7  | 4 | 7  | 22:32 | 18:18 |
| 6.     | DSC Arminia Bielefeld   | 18   | 6  | 5 | 7  | 27:28 | 17:19 |
| 7.     | SC Preußen Münster      | 18   | 7  | 3 | 8  | 26:31 | 17:19 |
| 8.     | SV Arminia 08 Marten    | 18   | 7  | 3 | 8  | 25:31 | 17:19 |
| 9.     | SpVgg 1912 Herten       | 18   | 6  | 2 | 10 | 27:43 | 14:22 |
| 10.    | SV Höntrop 1916         | 18   | 1  | 1 | 16 | 15:50 | 03:33 |

|  | Kampioen, geplaatst voor nationale eindronde |
|  | Degradatie naar Bezirksliga                  |

## Promotie-eindronde

### Groep A
| Plaats | Club                        | Wed. | Saldo | Ptn. |
| ------ | --------------------------- | ---- | ----- | ---- |
| 1.     | BSG Gelsenguß Gelsenkirchen | 4    | 6:3   | 4:4  |
| 2.     | Sportfreunde Siegen         | 4    | 6:7   | 4:4  |
| 3.     | Märkischer BV Linden        | 4    | 5:7   | 4:4  |

|  | Promotie naar Gauliga Westfalen 1939/40 |

### Groep B
| Plaats | Club             | Wed. | Saldo | Ptn. |
| ------ | ---------------- | ---- | ----- | ---- |
| 1.     | VfB 03 Bielefeld | 6    | 15:11 | 10:2 |
| 2.     | SC Münster 08    | 6    | 15:8  | 6:6  |
| 3.     | SuS Hüsten 09    | 6    | 10:11 | 5:7  |
| 4.     | SG Mengede       | 6    | 12:22 | 3:9  |